# Świat według Garpa
Świat według Garpa (ang. The World According to Garp) – postmodernistyczna powieść Johna Irvinga wydana w 1978 w Nowym Jorku przez wydawnictwo E.P. Dutton.
Jest to czwarta powieść Irvinga. Przyniosła autorowi uznanie. W 1979 nominowana została do nagrody National Book Award w kategorii fikcji literackiej. Otrzymała ją rok później w kategorii dla fikcji w miękkiej oprawie. W ciągu 6 miesięcy od premiery została sprzedana w ponad 3 milionach egzemplarzy.
Kolejna powieść Irvinga, Hotel New Hampshire, oparta została na zawartym w Świecie według Garpa opowiadaniu Pensjonat Grillparzer, którego autorstwo pisarz przypisał tytułowemu Garpowi.

## Fabuła

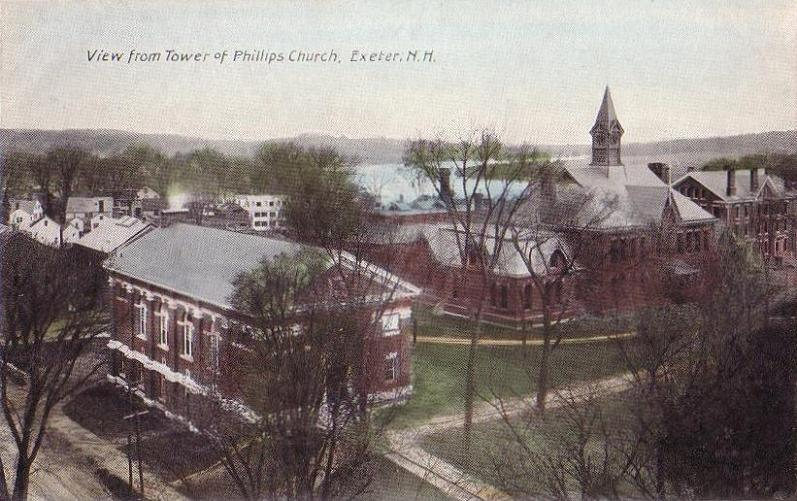
Widok na szkołę Phillips Exeter Academy w Exeter (1910), stanowiącą pierwowzór powieściowej Steering Academy

Głównym bohaterem powieści jest S.T. Garp (w oryginale T.S. Garp). Jego matką jest pielęgniarka Jenny Fields (literacki pierwowzór postaci pielęgniarki-feministki), pracująca w bostońskim szpitalu w czasie II wojny światowej. Fields pragnie wychować dziecko, jest jednak uprzedzona do mężczyzn. Do zapłodnienia wykorzystuje jednego ze swoich pacjentów, sierżanta, który jako strzelec pokładowy został ranny w głowę. Strzelec zmarł przed urodzeniem się dziecka.
S.T. Garp, nazwany na cześć sierżanta–technika, wychowany został w Steering Academy, szkole z internatem w stanie New Hampshire, w której Jenny pracowała jako pielęgniarka. Garp w czasie dorastania i nauki w Steering postanowił zostać pisarzem. Jego pierwsze próby literackie zbiegły się z pisaniem przez jego matkę autobiografii pt. Seksualnie podejrzana (ang. A Sexual Suspect), która stała się bestsellerem. Wkrótce Garp poślubia Helen Holm, córkę Erniego Holma, trenera zapasów w Steering Academy. Helen zaczyna po studiach wykładać literaturę angielską oraz rodzi trójkę dzieci. Ich wychowaniem oraz prowadzeniem gospodarstwa domowego zajmuje się Garp, prowadzący jednocześnie życie pisarza pozostającego w cieniu sławnej matki.

## Wydania
W Wielkiej Brytanii powieść ukazała się w 1978 nakładem wydawnictwa Victora Gollancza. Od 1979 do 1985 brytyjski imprint Corgi wydał ją w siedmiu nakładach (w tym czterech w 1982).
Świat według Garpa przetłumaczyła na język polski Zofia Uhrynowska-Hanasz („Czytelnik”, 1984). Do 2017 ukazało się dwanaście polskich wydań (w tym pięć w latach 1996–2005). W języku polskim związek frazeologiczny świat według... (kogo? czego?) pochodzi z powieści Irvinga.

## Adaptacje
Powieść została zekranizowana w 1982 przez George’a Roya Hilla według scenariusza Steve’a Tesicha z Robinem Williamsem w tytułowej roli. Glenn Close (jako Jenny Fields) i John Lithgow (jako Roberta Muldon) nominowani byli do Nagród Akademii Filmowej w 1983 w kategoriach dla najlepszej aktorki i aktora drugoplanowego.